# Военный план «Красный»
Военный план «Красный» (англ. War Plan Red) — стратегическая схема войны против Британской Империи, разработанная военным командованием США в 1920—1930-х годах. План рассматривал вопросы обороны от британского нападения и оккупации канадской территории для обеспечения безопасности Соединённых Штатов. План не поступил в оперативную разработку и, как и другие «цветные» планы того времени, был подписан министрами обороны (англ. Department of War) и военно-морского флота (англ. Department of the Navy), но не одобрялся ни президентом, ни Конгрессом США.

Военный план «Красный»

## История
После окончания Первой Мировой Войны и самозатопления германского флота, угроза со стороны Германии, доминировавшая в планах американских военных конца XIX — начала XX века, была окончательно ликвидирована. Отныне, наиболее вероятными потенциальными противниками США представлялись Великобритания и Япония — единственные нации, обладавшие военно-морской мощью, сравнимой с американской. Хотя вероятность конфликта с Великобританией была сравнительно невелика, ситуация могла измениться в дальнейшем; кроме того, до 1921 года Великобритания и Япония состояли в союзных отношениях, которые могли быть возобновлены в будущем.
В связи с этим, в 1919—1924 годах объединённый комитет начальников штабов армии и флота США подготовил планы на случай возможной войны как с Японией так и с Британской Империей. По установившейся традиции, планы получили «цветные» кодовые обозначения. Британия в этих планах была обозначена как «красный», Канада — «малиновый», Индия — «рубиновый», Австралия — «алый», Новая Зеландия — «гранатовый», а британские колонии — «розовый». Общее название плана было «Военный план „Красный“».

## Стратегия
Основные положения плана предполагали, что:
- Война будет вестись только между Соединёнными Штатами и Британской Империей (разработанный параллельно план «Красно-Оранжевый» рассматривал возможность одновременной войны против Британской Империи и Японии).
- Вся Британская Империя будет едина в войне против США, ни одна её часть не попытается остаться нейтральной.
- Военный потенциал обеих сторон будет в момент её начала близок к наличествующему на момент составления плана.
- Международная обстановка для обеих сторон не будет препятствовать развертыванию друг против друга их основных сил.
- Значительная часть ВМФ США в момент начала войны (день «М») будет находиться в Атлантике.

### Цель кампании
Основной целью кампании предполагалось обеспечение безопасности Соединённых Штатов от вторжения, путём занятия территории Канады и уничтожения всех британских вооруженных сил в Западном Полушарии. Предполагалось, что выполнение этих условий — ликвидация всех потенциально пригодных для вторжения на территорию США плацдармов, и установление господства над акваторией Западной Атлантики, Карибского Бассейна и восточной части Тихого Океана — будет достаточно, чтобы полностью исключить возможность эффективных действий британцев против американской метрополии.
Основными театрами боевых действий, соответственно, должна была стать территория Канады и западная Атлантика. Второстепенные театры охватывали Филиппины, Гавайи, Панаму (Панамский Канал). Отдельно выделялись действия военно-морского флота на Великих Озёрах, воспринимавшихся как ключевой сектор для всей кампании.

### План кампании
В основу плана кампании была положена задача изоляции Канады (обозначенной в плане как «Багровый») от остальной Британской Империи (обозначенной как «Красный»). Американские стратеги постулировали, что сама по себе Канада не располагает ни военным ни промышленным потенциалом, позволяющим выдержать сколь-нибудь продолжительную войну с Соединёнными Штатами, и если Канада не получит военной помощи извне, то будет сравнительно быстро разгромлена. Поэтому основные усилия должны были быть направлены в начале кампании на захват стратегических прибрежных районов и предотвращение попыток канадских вооруженных сил атаковать территорию США.
- Новая Шотландия — основной целью боевых действий в регионе был возможно более быстрый захват Галифакса при помощи наземных и морских операций. Предполагалось возможным широкое применение боевых отравляющих веществ, чтобы сломить оборону. Захват Галифакса позволял американцам нейтрализовать крупнейшую британскую военно-морскую базу в Западном Полушарии и предоставить американскому флоту удобную стоянку для распространения морской блокады на все атлантическое побережье Канады.

Для этой операции предполагалось сосредоточить заранее (до дня М, то есть до начала мобилизации) армейский корпус в составе трех дивизий, общей численностью до 25000 человек с запасами боеприпасов и довольствия на 30 дней боевых действий. Для прикрытия развертывания выделялись основные силы американской армейской авиации. Военно-морской флот США должен был прикрывать высадку в Галифаксе и нарушать попытки британцев провозить войска и снаряжение в Канаду через атлантические порты.
В случае неудачи операции по быстрому захвату Галифакса, вооруженные силы США должны были нанести удар по стратегическому железнодорожному узлу в Монктоне. Захват этого железнодорожного узла практически полностью отрезал бы Новую Шотландию от остальной Канады, изолировав доставляемые через океан британские подкрепления на небольшом плацдарме.
- Квебек и долина реки Святого Лаврентия — захват этого региона полностью отрезал бы остальную Канаду от стратегических портов на атлантическом побережье, исключив возможность доставки войск и снабжения из британской метрополии по кратчайшему пути.
- Онтарио и район Великих Озёр — в этом регионе основной целью являлась нейтрализация канадских аэродромов и военно-воздушных баз, во избежание использования британской бомбардировочной авиацией. Поскольку ряд крупнейших промышленных центров США, включая Чикаго и Детройт располагался в непосредственной близости от Великих Озёр, боевым действиям в этом регионе придавалось особое значение в плане обороны территории США от воздушных атак.

Кроме того, контроль этого региона позволял развернуть наступление против основных канадских промышленных центров в Торонто, полностью подорвав возможности Канады продолжать войну без посторонней помощи.
- Виннипег — атака на Виннипег преследовала цель нарушить железнодорожное сообщение между восточными и западными провинциями Канады. Захват этого региона сделал бы невозможным какие-либо манёвры канадскими войсками на большие дистанции.
- Ванкувер и Виктория — захвату этого региона придавалось большое значение. В нём находилась единственная в Западном Полушарии тихоокеанская военно-морская база Великобритании. Установление американского контроля над регионом нарушило бы возможность снабжения Канады через Тихий Океан и чрезвычайно затруднило бы операции британского флота против тихоокеанского побережья США. Основное значение в этой операции уделялось военно-морскому флоту, который должен был организовать высадку на острове Ванкувер и в дальнейшем установить плотную блокаду побережья.
- Карибское море — предполагался быстрый захват силами военно-морского флота и морской пехоты Бермудских Островов, Ямайки и других стратегических объектов и военных баз Великобритании. После чего, армия должна была сформировать гарнизонные силы для удержания этих территорий против возможной контратаки.
- Вне основного плана кампании оставались внешние территории США. Оборону Аляски предполагалось осуществлять в первую очередь армейскими силами, в то время как основную роль в обороне Панамы должны были играть совместно и армия и флот (гарнизон Панамского Канала предполагалось заранее довести до 40000 человек). В то же время считалось, что вероятность сосредоточенной атаки против Панамы, Гавайских Островов или Аляски весьма невелика, так как у британцев не было близко расположенных баз, а переброска значительных армейских сил на дистанции в десятки тысяч километров потребовала бы затрат, совершенно не сопоставимых с реальной военной ценностью любого из этих объектов.

Значительное внимание уделялось обороне Филиппин. Так как план не предусматривал наступательных операций за пределами Западного Полушария, весьма вероятной считалась австралийская атака на Филиппины, поддерживаемая британскими колониальными силами из Индии.

### Дальнейшие действия
Основной план не предусматривал какие-либо наступательные операции за пределами Западного Полушария. Авторы плана исходили из традиционных представлений о британском превосходстве, и предполагали вести на море оборонительную войну, сконцентрировав основные силы флота в северных портах США и пресекая линии коммуникации между Британией и Канадой. Предполагалось, что захват Канады сам по себе вынудит Великобританию согласиться на переговоры на устраивающих американцев условиях.
Проблемой плана было отсутствие каких-либо внятных предложений на случай, если Канада объявит нейтралитет и не будет воевать против США. Подобный исход, с учётом доминирующих в Канаде политических настроений, представлялся вполне вероятным как в Лондоне так и в Вашингтоне. В целом, американские военные исходили из того, что США не должны соглашаться на нейтралитет Канады, если таковая не согласится разместить американские гарнизоны для контроля ключевых портов до конца войны.

## Соотношение сил

### Военно-морские силы
| Класс кораблей                  | Соединенные Штаты Америки США | Британская Империя Великобритания |
| ------------------------------- | ----------------------------- | --------------------------------- |
| Линкоры                         | 18                            | 16                                |
| Линейные крейсера               | 0                             | 3                                 |
| Авианосцы (из них быстроходных) | 3 (2)                         | 6 (3)                             |
| Тяжелые крейсера                | 8                             | 19                                |
| Легкие крейсера                 | 10                            | 24                                |
| Эскадренные миноносцы           | 260                           | 175                               |
| Подводные лодки                 | 74                            | 70                                |

В целом, хотя по крупным кораблям флотов существовал примерный численный паритет, на практике британский королевский флот был сильнее американского. Британские линейные силы обладали в числе прочих пятью быстроходными линкорами типа «Куин Элизабет» развивающими до 25 узлов и тремя линейными крейсерами («Худ», «Рипалс» и «Ринаун») развивающими ход до 28 узлов. В американском же флоте не было линейных кораблей, развивающих скорость более 21 узла, что давало британцам значительное тактическое преимущество. Два наиболее сильных британских линкора — «Родни» и «Нельсон» — относились к кораблям новейшей постройки, и были на тот момент единственными в мире линкорами построенными с учётом военного опыта. Британские моряки были лучше обучены, а офицеры имели практический боевой опыт. С другой стороны, американские «стандартные линкоры» были несколько лучше защищены и обладали высокой степенью тактической унификации.
В области авианосцев, британский флот располагал шестью (из них тремя быстроходными) против трех американских (из них быстроходных два). С другой стороны, соотношение по палубным самолётам было гораздо более ровным: 192 американских против 200 британских (на быстроходных авианосцах, соответственно, 140 и 152), так как американские авианосцы типа «Саратога» были гораздо больше британских. Американская тактика применения авианосной авиации была лучше отработана и более прогрессивна чем британская: на учениях Fleet Problem IX в 1929 году американцы впервые отрабатывали самостоятельные ударные операции быстроходных авианосцев против военных баз, в то время как британцы все ещё рассматривали авианосцы в основном как составную часть эскорта линейного флота.
Наиболее значительным было превосходство британского флота в крейсерах (как тяжелых, так и легких). Фактически, британские крейсерские силы превосходили американские в соотношении 2,5 к 1. В качестве некоторой компенсации, американские тяжелые крейсера были лучше защищены и вооружены, чем британские.
В отношении эсминцев, американский флот имел, в свою очередь, превосходство в численности. С другой стороны, все американские эсминцы были построены в период 1914—1922 года, и несколько устарели по сравнению с новыми британскими эсминцами. Кроме того, торпедная тактика американского флота была менее совершенна. В отношении подводных лодок существовал паритет, но примерно треть британских субмарин была послевоенной постройки и более совершенна технически.
Предполагалось, что Британия не сможет сосредоточить в канадских водах крупную военно-морскую группировку ранее чем через две недели после дня М, что давало американскому флоту некоторый простор для действий при атаке Галифакса.

### Наземные силы
Красные (Канада и Британская Империя)

В своих расчетах американцы исходили из того, что Британская Империя значительно превосходит в наземных силах и частично превосходит в военно-морском флоте. Предполагалось, что в день М Британская Империя будет располагать наземными силами общей численностью в полмиллиона человек, и в течение 360 дней с момента начала мобилизации это число может быть доведено до 2,5 миллионов. Королевский танковый корпус имел около 600 танков и танкеток в строю четырёх танковых полков и в резерве, включая сравнительно современные Vickers Medium Mark II и Mark II. Военно-воздушные силы рассчитывались как эквивалент 24 бомбардировочных и 12 истребительных эскадронов.
В то же время, Канада сама по себе могла выставить в начале войны не более 60000 человек (из них не более четверти регулярных) и по американским расчетам, не смогла бы в течение 360 дней после дня М отмобилизовать более 500000 человек. Бронетанковые силы состояли только из нескольких танкеток Carden-Loyd Mk VI. Канадские военно-морские силы состояли из четырёх эсминцев и трех тральщиков (часть из которых в резерве), и не могли представлять собой серьёзную силу без британской поддержки. Канадская авиация имела около 150 самолётов, в основном учебных или разведывательных. Имелся один эскадрон истребителей и один эскадрон легких разведчиков/бомбардировщиков общей численностью около 24 самолётов.
| Провинция Канады                                            | Число дивизий | Число солдат на день М |
| ----------------------------------------------------------- | ------------- | ---------------------- |
| Новая Шотландия                                             | 1             | 3900                   |
| Квебек и Монреаль                                           | 3             | 15200                  |
| Онтарио                                                     | 1             | 6000                   |
| Су-Сент-Мари                                                | 1             | 5000                   |
| Северная часть Канады (резерв для Онтарио или Су-Сент-Мари) | 1             | 7200                   |
| Виннипег                                                    | 1             | 4900                   |
| Ванкувер                                                    | 1             | 3900                   |
| Западные провинции (резерв для Виннипега)                   | 1             | 3000                   |
| Всего                                                       | 10            | 49100                  |

Канада являлась единственным плацдармом в Западном Полушарии, на котором Британская Империя могла развернуть сколь-нибудь значительные силы для действий против домашней территории США. Поэтому основное внимание уделялось быстрой изоляции Канады от остальной Британии.
Синие (США)

США рассчитывали, что к дню М их регулярная армия будет состоять из 102700 солдат и офицеров, разделенных на три полностью укомплектованные пехотные и одну кавалерийскую дивизию и три частично укомплектованные пехотные и две кавалерийские дивизии. Эти силы дополнялись силами Национальной Гвардии из 175000 солдат и офицеров, разделенных на 18 дивизий. Кроме того, имелся организованный резерв из почти 113000 офицеров. Военное планирование предполагало (в реалистичных условиях) темп мобилизации до 25000 человек в сутки.
Современных танков американская армия не имела, её танковые силы состояли из примерно 400—500 легких танков М1917 и некоторого количества (менее 100) устаревших тяжелых танков Mark VIII. Армейская авиация состояла из трех истребительных эскадронов, двух бомбардировочных и двух штурмовых эскадронов. Также имелось шесть наблюдательно-связных эскадронов. Авиация Национальной Гвардии состояла из 18 наблюдательно-связных эскадронов.

## Итог
Основной целью плана являлась изоляция Канады от остальной Британии и разгром основных канадских сил до их полной мобилизации. Флот должен был в то же время нейтрализовать остальные британские базы в Западном Полушарии и завоевать господство в американских водах.
Реализация этого плана, по мнению американских стратегов, позволила бы исключить какие-либо масштабные действия британцев против американской метрополии (в связи с отсутствием плацдармов) и нанесла бы Британской Империи достаточный экономический ущерб, чтобы принудить её к мирным переговорам без необходимости переноса американских операций за пределы Западного Полушария.
В случае же, если бы британцы решили продолжать войну, основными действиями американцев была бы защита внешних территорий (Филиппины, Гавайи) и систематическое нарушение британской торговли и коммуникаций до того момента, пока британская экономика не перестанет функционировать. После этого предполагалось добиться изоляции Британии военно-морскими силами и принудить её к капитуляции.

## Противодействие
Британские вооруженные силы не имели какого-либо конкретного плана войны против США, и попытки разработки такого плана блокировались по политическим причинам. Так, в 1919 году Королевскому Флоту было запрещено разрабатывать планы войны с США, так как правительство опасалось, что само существование подобных планов может быть использовано американским правительством для того, чтобы убедить американское население в необходимости расширения военно-морских программ.
В целом, британский флот склонялся к идее противостояния Соединённым Штатам путём наступательных морских операций: сосредоточенных атак на американские военно-морские базы, уничтожения американских крупных кораблей в бою и проведению локальных десантных операций против американской метрополии с тактическими целями. Ключевой задачей являлась оборона Бермудских Островов и других передовых баз, с которых можно было наносить удары против американского флота и американской торговли. Переброска войск в Канаду считалась осуществимой несмотря на противодействие США, но британские адмиралы считали невозможной долговременную оборону Канады против всей мощи американской армии. На азиатском театре предполагалась крупная наступательная операция с целью занятия Филиппин, и, возможно, Гавайских островов, опираясь при этом на ресурсы Австралии и Индии. Итоговой целью британских планов была стратегическая изоляция США, нарушение их торговых связей и обеспечение защиты британских коммуникаций до того момента, пока растущее внутри США недовольство затягивающейся войной не склонит Вашингтон к мирным переговорам.
В Канаде, ещё в 1921 году, была разработана схема действий, получившая название Оборонительная схема № 1. Разработанный в инициативном порядке лейтенант-полковником Джеймсом Шутерландом Брауном план предполагал нанесение превентивных ударов по территории США «летучими отрядами» канадской армии. Предполагалось, что в случае несомненных признаков приближающейся войны, канадские части должны будут форсировать границу в слабо охраняемых секторах, продвинуться в американский тыл, и наносить удары по инфраструктуре: взрывать мосты, портить железнодорожное полотно, нарушать телеграфное сообщение. Целью было нарушить развертывание американской армии у границ, и выиграть время для прибытия подкреплений из Великобритании.
План не был принят канадским правительством и разработка была прекращена в 1928 году.